# Ingemar Garpe
Bror Joel Ingemar Garpe, född den 25 oktober 1912 i Mockfjärds församling, Kopparbergs län, död den 15 oktober 1997 i Västerås, var en svensk tidningsman. Han var bror till Joakim Garpe. 
Garpe avlade filosofie kandidatexamen vid Uppsala universitet 1938. Han anställdes vid Vestmanlands Läns Tidning 1939, blev redaktionschef 1960, var huvudredaktör och verkställande direktör 1972–1977 samt styrelseordförande 1978–1981. 